# إليهو إنوس
إليهو إنوس هو معلم وسياسي أمريكي، ولد في 24 يناير 1824 في Kingsboro, New York ‏ في الولايات المتحدة، وتوفي في 13 نوفمبر 1892. نشط حزبياً في الحزب الجمهوري. وقد انتخب عضو جمعية ولاية ويسكونسن ‏.